# 瀬木一将
瀬木 一将（せき かずまさ、1957年9月12日 - ）は、日本の俳優、殺陣師、アクション監督。北海道出身。身長170cm、体重75kg。血液型はB型。ガイズエンターテイメント所属。別名義は木元 一治。

## 人物
北海道木古内高等学校卒。
映画『ビー・バップ・ハイスクール』では、「走行中の電車から窓を突き破って川に転落する」大技スタントを行っている。
『さらば あぶない刑事』でジャパンアクションアワード2017ベストスタントマン賞 最優秀賞を受賞した。

## 出演

### テレビドラマ
- 特捜最前線
- あぶない刑事（1987年）
  - 第30話「黙認」 - 銀星会構成員
  - 第46話「脱出」 - 顧問弁護士
- 六本木ダンディーおみやさん 第1話（1987年）
- あきれた刑事
  - 第3話「変身泥棒」（1987年） - 脇元
  - 第12話「アイドル誘拐」（1988年） - スナック店主・岩木
  - 第18話「湯けむりぷっつん娘」（1988年） - 矢田商会幹部
- もっとあぶない刑事
  - 第11話「結婚」（1988年）
  - 第18話「魅惑」（1989年） - 中井
- 勝手にしやがれヘイ!ブラザー 第3話（1989年）
- 刑事貴族
- 静かなるドン
- かりん
- 象のいない動物園
- 追跡
- はみだし刑事情熱系
- 土曜ワイド劇場
  - 「越境捜査 警視庁VS神奈川県警、エリアの死角に消えた連続殺人犯!」

### テレビ
- 天才てれび君MAX

### 映画
- 狙撃 THE SHOOTIST
- 極道ステーキ
- 国会へ行こう!
- 新・日本の首領 （2004年） - 石室組組長 石室太郎
- 新宿純愛物語
- 手紙
- 鳶がクルリと
- 本気!
- WASABI
- おろち
- 武闘の帝王2
- OL忠臣蔵
- さらば あぶない刑事 (2016年)

### 特撮
- ウルトラセブン わたしは地球人（伊集院貢）
- 七星闘神ガイファード（ミューティアン・アンタレス、ミューティアン・バイクロスのスーツアクター）

### CM
- ポッカ ミスター缶コーヒー
- バイオテック

## 関連事項
- 殺陣
- 高瀬道場